# U.S. Route 96
La U.S. Highway 96 (US 96) est une US Route sud–nord parcourant environ 133 miles (215 km) entièrement au Texas. Sa numérotation enfreint les conventions habituelles puisqu'elle porte un numéro pair mais s'oriente du sud au nord. Le terminus sud de la route se trouve au même endroit que les terminus sud de la US 287 et de la US 69 à Port Arthur à une intersection avec la SH 87. Son terminus nord est à Tenaha à une intersection avec la US 59 (Future I-69) / Future I-369 / US 84.

## Description du tracé
La US 96 débute à l'intersection avec la SH 87 à Port Arthur, terminus sud qu'elle partage avec la US 69 et la US 287. Les trois routes forment un multiplex vers le nord-ouest alors qu'elles prennent la direction de Beaumont. À Beaumont, les trois routes rencontrent l'I-10 et forment un multiplex avec celle-ci sur une courte distance. Elles se séparent de l'autoroute et se dirigent vers le nord-ouest. À Lumberton, la US 96 se sépare de la US 287 et de la US 69 et se dirige vers le nord-est en direction de Silsbee. Elle passe à l'est de la ville et se dirige vers l'est jusqu'à Evadale, puis au nord-est en traversant Buna et Kirbyville. Elle bifurque légèrement vers le nord-ouest et passe par Jasper. Elle reprend la direction nord pour atteindre Browndale, Pineland, San Augustine, Center et Tenaha, où elle prend fin à la jonction avec la US 59 et la US 84. La route se poursuit sur le tracé de la US 96 vers le nord-ouest comme US 59.

## Intersections majeures
Comté de Jefferson
 US 69 / US 287 / SH 87 à Port Arthur. La US 69 / US 69 / US 287 forment un multiplex jusqu'à Lumberton.
 I-10 à Beaumont. Les routes forment un multiplex dans la ville.
Comté de Hardin
Pas d'intersections majeures
Comté de Jasper
 US 190 à Jasper
Comté de Sabine
Pas d'intersections majeures
Comté de San Augustine
Pas d'intersections majeures
Comté de Shelby
 US 59 / US 84 à Tenaha